# Papa auf Probe
Papa auf Probe ist eine deutsche Filmkomödie von Udo Witte aus dem Jahr 2013 mit Pasquale Aleardi und Tanja Wedhorn in den Hauptrollen.

## Handlung
Macho und Frauenheld Moritz hat die junge Frau seines Chefs verführt, woraufhin er seine dortige Anstellung als Möbeldesigner verliert. Bei seinem aufwendigen Lebensstil muss er sich schnellstens um einen neuen Job bemühen und will sich deshalb für die freie Stelle bei einem Öko-Kindermöbelhersteller bewerben. Dafür ist jedoch eine wesentliche Voraussetzung, dass er ein verheirateter Familienvater ist. Situationsbedingt gibt sich Moritz sogleich als Familienvater aus und hat nun das Problem, wie er so schnell eine Familie für sich auftreibt. In seinem Stammlokal wird er auf die Kellnerin Nina und deren Kinder Max und Jule aufmerksam. Er bittet sie gegen ein Honorar seine Frau zu spielen, was Nina nach anfänglichem Überlegen auch annimmt. Eigentlich hält sie nicht viel von Moritz, den sie als ziemlich arrogant und respektlos erlebt hat, aber als alleinerziehende Mutter kann sie nun einmal jeden Euro brauchen.
Ihr erster Einsatz lässt auch nicht lange auf sich warten, denn Moritz wurde von seinem zukünftigen Chef zum Familienessen eingeladen. Bis auf ein paar kleine Peinlichkeiten geht auch alles gut. Fast zu gut, denn als Nächstes soll Moritz mit seiner Familie unbedingt mit zum Golfen kommen. Zu seinem Entsetzen handelt es sich aber nur um Minigolf, was eigentlich unter seinem Niveau ist. Als das überstanden ist, wartet ein gemeinsames Wochenende in einem Vier-Sterne-Hotel. Für Moritz’ kleinen Sportwagen wird das Gepäck der vier zu einer ernsten Herausforderung. Das Ambiente des Hotels entschädigt dann aber die Mühen. Mit Ninas Sohn Max versteht sich Moritz sehr gut, nur mit Nina selbst und ihrer pubertären Tochter ist es nach wie vor schwierig. Hier beschränkt sich der Kontakt nur auf das Nötigste, um den Schein der intakten Familie zu wahren. Dieser Schein gerät ins Wanken, als zufällig Moritz’ aktuelle Freundin im Hotel auftaucht, was zu einem Eklat führt. Damit ist das Wochenende geplatzt und Moritz reist mit „seiner“ Familie auf der Stelle ab. Sein neuer Chef will ihn nun eigentlich wieder entlassen, doch nachdem Moritz ihm ein neues Kinderzimmer-Modell vorführt, das er gerade entwickelt hat, überlegt er es sich noch einmal.
Nachdem Moritz immer wieder relativ viel Zeit mit Nina und ihren Kindern verbracht hat, sind ihm die drei allmählich ans Herz gewachsen. Als er Nina für einen Abend einmal ganz privat ausführt, kommen sich beide näher, doch zieht sich Nina plötzlich ohne Erklärung zurück. Moritz stellt sie am nächsten Tag zur Rede und erfährt von ihr, dass sie einfach nicht noch einmal in ihrem Leben von einem Mann enttäuscht werden will. Er sei für sie nur ein großer Junge und eines Tages würde ihm seine Freiheit wichtiger sein als eine Familie, die eigentlich nicht seine ist. Moritz akzeptiert Ninas Wunsch schweren Herzens, doch scheinen Ninas Kinder anderer Meinung zu sein. Max läuft von zu Hause weg und in ihrer Not sucht Nina bei Moritz Hilfe. Gemeinsam können sie Max finden, der mit dieser Aktion seiner Mutter eigentlich nur beweisen wollte, dass auf Moritz Verlass wäre. So sieht Nina ein, dass sie sich wohl in Moritz getäuscht hat und er sich in der Zeit, seit er seine „gemietete“ Familie hatte, tatsächlich geändert hat.
Ein Jahr später sind sie ein richtige Familie und ein kleiner Moritz als gemeinsamer Nachwuchs gehört inzwischen auch dazu.

## Hintergrund
Papa auf Probe wurde vom 11. Oktober 2011 bis zum 12. November 2011 in Berlin gedreht. Produziert wurde die Filmkomödie von der „Phoenix Film Karlheinz Brunnemann GmbH & Co. Produktions KG“ und der „UFA Fiction“. Sie erschien auch in englischer Sprache unter dem Titel The Dad Test.

## Kritiken
Tilmann P. Gangloff meinte auf tittelbach.tv: „Wie die meisten Filme dieser Art lebt auch ‚Papa auf Probe‘ von der Frage, wie aus den beiden Streithähnen, die sich bei jeder Begegnung angiften, ein Liebespaar werden soll.“ „Da der rote Faden also vorhersehbar ist, müssen die Details den Unterschied machen; und das tun sie in der Tat. Autor Heckmann hat sich eine Vielzahl von Szenen ausgedacht, in denen das vermeintliche Ehepaar vor immer neue Herausforderungen gestellt wird.“ „Dank effektiver Drehbuch-Ideen, einer flotten Inszenierung und bestens aufgelegten Darstellern, allen voran Pasquale Aleardi und Tanja Wedhorn, ist ‚Papa auf Probe‘ trotzdem ein sehr kurzweiliges Vergnügen geworden.“
Die Kritiker der Fernsehzeitschrift TV Spielfilm zeigten mit dem Daumen zur Seite und vergaben für den Humor einen, für die Spannung zwei von drei möglichen Punkten. Sie resümierten: „Leichte Unterhaltung mit Schmunzelfaktor.“ Das Lexikon des internationalen Films urteilt: „Bemühte romantische (Fernseh-)Komödie mit den üblichen Neckereien, die in einem unglaubwürdigen Finale gipfeln.“